# Леон Вер
Леон Вер (англ. Leon Ware, 16 лютого 1940 — 23 лютого 2017) — американський автор пісень, продюсер, композитор і співак. Окрім сольної кар’єри виконавця, Вер був найбільш відомий тим, що створював хіти для інших артистів, зокрема Майкла Джексона, Квінсі Джонса, Максвелла, Мінні Ріпертон і Марвіна Ґейя, співпродюсером альбому останнього I Want You.

## Раннє життя
Вер народився і виріс у Детройті, штат Мічиган, Сполучені Штати. Його мати була священиком і піаністкою в місцевій баптистській церкві, а батько працював на конвеєрі у Ford Motor Co. Вер був наймолодшим із десяти братів і сестер. Був сліпим протягом двох років після того, як отримав травму рогаткою, коли йому було п'ять років. Незважаючи на те, що він був сліпим лише на праве око, його ліве око також було закрито. Згодом його відправили до Мічиганської школи для сліпих. У підлітковому віці був ключовим учасником вокальної групи «Ромеос» з Ламонтом Доузером і Ті Хантером (пізніше з Originals).

## Кар'єра
У 1971 році Вер співпрацював з Айком і Тіною Тернер, написавши шість пісень для їхнього альбому United Artists «Nuff Said». Альбом досяг 21 місця в R&B-чарті Billboard, а також з'явився в Billboard 200. Це призвело до контракту як сольного артиста на United Artists, де випустив свій однойменний дебютний альбом у 1972 році. Приблизно в цей час Вер почав співпрацювати з Артуром «T-Boy» Россом, молодшим братом Даяни Росс. Однією з пісень, яку вони написали разом, була «I Wanna Be Where You Are», записана Майклом Джексоном для його альбому Got To Be There 1972 року. У 1972 році сингл посів друге місце в чартах R&B і посів 16 місце в Billboard Hot 100. Вер писав для багатьох виконавців у цей період, включаючи Донні Гетевея та The Miracles.

## Дискографія
| 1972                                  | Leon Ware (1972)      | — | —  | United Artists     |
| 1976                                  | Musical Massage       | — | —  | Gordy              |
| 1979                                  | Inside Is Love        | — | 62 | Fabulous           |
| 1981                                  | Rockin' You Eternally | — | —  | Elektra            |
| 1982                                  | Leon Ware (1982)      | — | —  | Elektra            |
| 1987                                  | Undercover            | — | —  | Sling Shot Records |
| 1995                                  | Taste the Love        | — | —  | Expansion          |
| 2001                                  | Candlelight           | — | —  | Expansion          |
| 2003                                  | Love's Drippin        | — | —  | P-Vine             |
| 2004                                  | A Kiss in the Sand    | — | —  | Kitchen Records    |
| 2008                                  | Moon Ride             | — | —  | Stax               |
| 2014                                  | Sigh                  | — | —  | P-Vine             |
| 2019                                  | Rainbow Deux          | — | —  | Be With Records    |
| "—" denotes the album failed to chart |                       |   |    |                    |